# 國際民航組織機場代碼 (E)
機場列表（按國際民航組織機場代碼排序）: A - B - C - D - E - F - G - H - I - J - K - L - M - N - O - P - Q - R - S - T - U - V - W - X - Y - Z
以下的格式為：
- ICAO機場代碼–機場名稱–機場位置-備註

## EB：比利時
也可到分類頁面及列表作參考

- EBAW：安特衛普國際機場（安特衛普／德爾訥）
- EBBE：博沃尚空軍基地（博沃尚）
- EBBL：佩爾空軍基地（佩爾）
- EBBR：布魯塞爾機場（布魯塞爾／扎芬特姆）
- EBBT：布拉斯哈特空軍基地（布拉斯哈特）
- EBBX：熱翁維爾空軍基地（貝爾特里）
- EBCI：布鲁塞尔南部-沙勒罗瓦机场（沙勒羅瓦）
- EBCF：塞爾方丹空軍基地（塞尔方丹）
- EBCV：謝夫爾空軍基地（谢夫尔，美國空軍基地)
- EBFN：科克賽德空軍基地（科克賽德）
- EBFS：弗洛雷讷空军基地（弗洛雷讷）
- EBGB：赫林貝亨機場（赫林贝亨）
- EBHN：胡弗嫩機場（胡弗嫩）
- EBKH：巴伦凯赫弗尔机场（巴伦）
- EBKT：科特赖克-韦弗尔海姆国际机场（科特赖克／韦弗尔海姆）
- EBLG：列日機場（列日）
- EBLE：貝弗洛利空軍基地（利奥波茨堡）
- EBMB：梅爾斯布魯克空軍基地（布魯塞爾）
- EBNM：敘阿爾萊機場（那慕爾）
- EBOS：奧斯滕德－布魯日國際機場（奥斯坦德）
- EBSG：聖吉蘭空軍基地（圣吉兰）
- EBSH：圣于贝尔机场（圣于贝尔）
- EBSL：聚滕達爾空軍基地（聚滕达尔）
- EBSP：拉索弗尼埃機場（斯帕）
- EBST：聖特賴登空軍基地（圣特赖登）
- EBSU：圣于贝尔空军基地（圣于贝尔）
- EBTN：胡岑霍芬空軍基地（胡岑霍芬）
- EBTX：韋爾維耶機場（特鎮）
- EBTY：莫布賴機場（图尔奈）
- EBUL：于瑟尔机场（于瑟尔）
- EBWE：韋爾德空軍基地（韋爾德）
- EBZH：哈瑟爾特機場（哈瑟爾特）
- EBZR：東馬勒－祖瑟爾機場（祖瑟尔／東馬勒）
- EBZW：茲瓦特貝赫機場（亨克）

## ED ET：德國
也可到分類頁面及列表作參考

### ED（民用機場）
- EDAC：萊比錫－阿爾滕堡機場（阿爾滕堡／萊比錫）
- EDAD：德紹機場（德紹）
- EDAP：科特布斯－諾伊豪森機場（科特布斯）
- EDAV：菲諾飛行場（菲諾）
- EDAX：共舞/雷赫林機場（雷赫林）
- EDBC：馬德堡/科赫施泰特機場（馬德堡）
- EDBM：馬德堡飛行場（馬德堡）
- EDCD：科特布斯－德雷維茨機場（科特布斯）
- EDCI：Klix飛行場（包岑）
- EDDB：柏林－舍訥費爾德機場（柏林，2011年，機場會遷移至柏林勃蘭登堡國際機場）
- EDDC：德累斯頓機場（德累斯頓）
- EDDE：艾福特機場（艾福特）
- EDDF：法蘭克福國際機場（美因河畔法蘭克福）
- EDDG：明斯特奧斯納布呂克國際機場（格雷文）
- EDDH：漢堡機場（漢堡）
- EDDI：柏林－滕珀爾霍夫機場（柏林，已關閉）
- EDDK：科隆－波恩機場（科隆／波恩）
- EDDL：杜塞爾多夫國際機場（杜塞爾多夫）
- EDDM：慕尼黑機場（慕尼黑）
- EDDN：紐倫堡機場（紐倫堡）
- EDDP：萊比錫/哈雷機場（萊比錫／哈雷）
- EDDR：薩爾布魯根機場（薩爾布魯根）
- EDDS：斯圖加特機場（斯圖加特）
- EDDT：柏林－泰格爾奧托·利林塔爾機場（柏林，於2011年關閉）
- EDDV：漢諾威－朗根哈根機場（漢諾威）
- EDDW：不來梅機場（不來梅）
- EDFB：賴謝爾斯海姆飛行場（賴謝爾斯海姆）
- EDFE：法蘭克福－埃格爾斯巴赫機場（美因河畔法蘭克福）
- EDFH：法蘭克福－哈恩機場（萊因蘭-法爾茲）
- EDFQ：倫多夫/埃德爾飛行場（倫多夫）
- EDFM：曼海姆市機場（曼海姆）
- EDFZ：緬恩斯－芬滕機場（緬恩斯）
- EDGE：Eisenach-Kindel飛行場（Hörselberg-Hainich）
- EDGO：Oedheim直昇機場（Oedheim）
- EDGP：奧本海姆機場（奧本海姆）
- EDGS：Siegerland機場（布爾巴赫）
- EDHE：於特森機場（海斯特）
- EDHI：漢堡－芬克威爾德機場（漢堡）
- EDHK：基爾機場（基爾）
- EDHL：呂貝克機場（呂貝克）
- EDIU：海德堡機場（海德堡）
- EDJA：阿爾機場（梅明根）
- EDKA：亞琛機場（亞琛）
- EDKB：波恩－杭格拉爾機場（聖奧古斯丁）
- EDKL：利華古遜機場（利華古遜）
- EDKV：Dahlemer Binz機場（達勒姆）
- EDLC：韦瑟尔機場（韦瑟尔）
- EDLG：戈赫－阿斯佩登機場（戈赫）
- EDLK：克雷費爾德機場（克雷費爾德）
- EDLN：杜塞爾多夫－門興格拉德巴赫機場（門興格拉德巴赫）
- EDLP：帕德博恩－利普施塔特機場（帕德博恩／利普施塔特）
- EDLS：施塔特隆－弗列堅機場（施塔特隆）
- EDLV：韋策機場（韋策）-(前稱下萊茵機場)
- EDLW：多特蒙德機場（多特蒙德）
- EDME：埃根費爾登飛行場（普法爾基興）
- EDMO：法芬霍芬機場（法芬霍芬）
- EDNY：博登湖機場（腓特烈港）
- EDMA：奧格斯堡機場（奧格斯堡）
- EDMQ：多瑙沃特機場（Genderkingen）
- EDMS：施特勞賓飛行場（施特勞賓）
- EDMV：菲爾斯霍芬飛行場（菲爾斯霍芬）
- EDOJ：Lüsse機場（Lüsse）
- EDOP：什未林－帕希姆機場（帕希姆）
- EDQC：科堡機場（科堡）
- EDQD：拜羅伊特機場（拜羅伊特）
- EDQE：伯格福伊爾施泰因機場）
- EDQM：霍夫－普勞恩機場（霍夫／普勞恩）
- EDRB：比特堡機場（比特堡）
- EDRI：林肯海姆機場（林肯海姆－霍赫）
- EDRK：溫寧機場（溫寧）
- EDRT：特里爾－弗倫機場（特里爾）
- EDRY：施派爾飛行場（施派爾）
- EDRZ：茨韦布吕肯机场（茨韦布吕肯）
- EDSB：巴登-巴登機場（巴登-巴登／卡爾斯魯厄）
- EDTD：菲林根－多瑙艾辛根飛行場（多瑙艾辛根）
- EDTF：弗賴堡飛行場（弗賴堡）
- EDTG：布雷姆加滕機場（布雷姆加滕）
- EDTL：黑森林機場（拉爾）
- EDTM：門根－霍恩滕根飛行場（門根）
- EDTQ：Pattonville機場（Pattonville）
- EDTY：阿道夫伍爾特飛行場（施韋比施哈爾）
- EDTX：Weckrieden機場（施韋比施哈爾）
- EDVK：卡塞爾－卡爾登機場（卡塞爾）
- EDWB：不來梅哈芬機場（不來梅哈芬）
- EDWC：達梅飛行場（達梅）
- EDWI：翡翠威悉河機場（Wilhelmshaven-Mariensiel）
- EDXB：海德－比蘇姆機場（海德）
- EDXH：黑爾戈蘭島機場（黑爾戈蘭島）
- EDXM：St. Michaelisdonn機場（St. Michaelisdonn）
- EDXW：敘爾特機場（韋斯特蘭敘爾特島）

### ET（軍用機場）
- ETAD：斯潘達勒姆空軍基地（英语：Spangdahlem Air Base）（斯潘達勒姆）
- ETAR：拉姆施泰因空軍基地（拉姆施泰因）
- ETHA：阿爾滕施塔特空軍基地（阿爾滕施塔特）
- ETHB：比克堡空軍基地（比克堡）
- ETHC：策勒空軍基地（策勒）
- ETHE：賴訥空軍基地（賴訥）
- ETHF：弗里茨拉爾空軍基地（弗里茨拉爾）
- ETHL：勞普海姆空軍基地（勞普海姆）
- ETHM：門迪希空軍基地（Niedermendig）
- ETHR：羅斯空軍基地（羅斯）
- ETHS：法斯伯格空軍基地（法斯伯格）
- ETHT：科特布斯空軍基地（科特布斯）
- ETMN：諾德霍爾茨空軍基地（諾德霍爾茨）
- ETND：迪普霍爾茨空軍基地（迪普霍爾茨）
- ETNG：蓋倫基興空軍基地（蓋倫基興）
- ETNH：霍恩空軍基地（霍恩）
- ETNJ：耶弗爾空軍基地（紹爾滕斯）
- ETNL：羅斯托克－拉熱機場（羅斯托克）
- ETNN：訥爾沃尼希空軍基地（訥爾沃尼希）
- ETNS：石勒蘇益格空軍基地（石勒蘇益格）
- ETNT：Wittmundhafen空軍基地（維特蒙德）
- ETNW：文斯托夫空軍基地（文斯托夫）
- ETOR：科爾曼空軍基地（曼海姆）
- ETOU：威斯巴登空軍基地（威斯巴登）
- ETSA：萊希河畔蘭茨貝格空軍基地（萊希河畔蘭茨貝格）
- ETSB：Büchel空軍基地（Büchel／科赫姆）
- ETSE：埃爾丁空軍基地（埃爾丁）
- ETSF：菲爾斯滕費爾德布魯克空軍基地（菲爾斯滕費爾德布魯克）
- ETSH：霍爾茨多夫空軍基地（葉森）
- ETSI：因戈爾施塔特－曼興機場（因戈爾施塔特）
- ETSL：萊希費爾德空軍基地（萊希費爾德）
- ETUL：Laarbruch皇家空軍基地（韋策）-(已於1999年關閉，遷移至韋策國際機場）)
- ETUO：居特斯洛皇家空軍基地（居特斯洛）-(已於1993年關閉)
- ETUR：布吕根皇家空军基地（英语：RAF Bruggen）（布吕根）-(已於2001年關閉)
- ETWM：梅佩恩皇家空軍基地（梅佩恩）

## EE：愛沙尼亞
也可到分類頁面及列表作參考

- EECL：林納哈爾直升機場（塔林）
- EEEI：埃马里空军基地（埃马里）
- EEKA：凱爾德拉機場（希烏馬島凱爾德拉）
- EEKE：庫雷薩雷機場（萨雷马岛庫雷薩雷）
- EEKU：基赫努機場（基赫努岛）
- EENI：努尔姆西机场（努尔姆西）
- EENA：納爾瓦機場（納爾瓦）
- EEPU：派爾努機場（派爾努）
- EERA：拉普拉機場（拉普拉）
- EERI：里达利机场（珀爾瓦市鎮里达利）
- EERU：鲁赫努机场（鲁赫努）
- EETA：塔帕機場（塔帕）
- EETN：塔林倫納特·梅里機場（塔林）
- EETU：塔爾圖機場（塔爾圖）
- EEVI：維爾揚迪機場（維爾揚迪）

## EF：芬蘭
也可到分類頁面及列表作參考

- EFAH：阿赫莫索机场（英语：Ahmosuo Airfield）（奥卢）
- EFAL：阿拉武斯机场（英语：Alavus Airfield）（阿拉武斯）
- EFET：埃農泰基厄機場（埃農泰基厄）
- EFEU：埃乌拉机场（英语：Eura Airfield）（埃乌拉）
- EFFO：福尔萨机场（英语：Forssa Airfield）（福尔萨）
- EFHA：哈利機場（耶姆赛）
- EFHE：豌豆島直升機場（赫爾辛基）
- EFHF：赫尔辛基-马尔米机场（赫爾辛基）
- EFHK：赫尔辛基-万塔机场（萬塔）
- EFHM：海門屈勒機場（英语：Hämeenkyrö Airfield）（海門屈勒）
- EFHN：漢科機場（英语：Hanko Airfield）（漢科）
- EFHV：許溫凱機場（英语：Hyvinkää Airfield）（許溫凱）
- EFIK：基卡拉機場（芬兰语：Kiikalan lentokenttä）（萨洛）
- EFIL：塞伊奈約基機場（塞伊奈約基／伊爾馬約基）
- EFIM：因莫拉机场（英语：Immola Airfield）（伊马特拉）
- EFIT：基泰機場（英语：Kitee Airfield）（基泰）
- EFIV：伊瓦洛機場（伊纳里）
- EFJM：耶米耶爾維機場（英语：Jämijärvi Airfield）（耶米耶爾維）
- EFJO：約恩蘇機場（約恩蘇／利佩里）
- EFJY：于韦斯屈莱机场（于韦斯屈莱）
- EFKA：考哈瓦機場（考哈瓦）
- EFKE：凱米－托爾尼奧機場（凱米／托爾尼奧）
- EFKI：卡亞尼機場（卡亞尼）
- EFKJ：考哈約基機場（英语：Kauhajoki Airfield）（考哈約基）
- EFKK：科科拉-皮耶塔尔萨里机场（克罗诺比／雅各布斯塔德／科科拉）
- EFKM：凱米耶爾維機場（英语：Kemijärvi Airfield）（凱米耶爾維）
- EFKO：卡拉約基機場（英语：Kalajoki Airfield）（卡拉約基）
- EFKS：庫薩莫機場（庫薩莫）
- EFKT：基蒂萊機場（基蒂萊）
- EFKU：庫奧皮奧機場（庫奧皮奧／錫林耶爾維）
- EFKV：基維耶爾維機場（英语：Kivijärvi Airfield）（基維耶爾維）
- EFKY：屈米機場（英语：Kymi Airfield）（科特卡）
- EFLA：拉赫蒂-韦西韦赫马机场（芬兰语：Lahti-Vesivehmaan lentokenttä）（拉赫蒂／阿西卡拉）
- EFLP：拉彭蘭塔機場（拉彭蘭塔）
- EFMA：瑪麗港機場（瑪麗港）
- EFME：門基耶爾維機場（芬兰语：Menkijärven lentokenttä）（阿拉耶尔维）
- EFMI：米凱利機場（米凱利）
- EFNU：努梅拉機場（芬兰语：Nummelan lentokenttä）（维赫蒂）
- EFOU：奧盧機場（奥卢）
- EFPI：皮卡耶尔维机场（芬兰语：Piikajärven lentokenttä）（科凯迈基）
- EFPK：皮耶克賽邁基機場（英语：Pieksämäki Airfield）（皮耶克賽邁基）
- EFPO：波里機場（波里）
- EFPU：普達斯耶爾維機場（英语：Pudasjärvi Airfield）（普達斯耶爾維）
- EFPY：皮海薩爾米機場（英语：Pyhäsalmi Airfield）（皮海耶尔维）
- EFRH：拉赫-帕蒂約基機場（英语：Raahe-Pattijoki Airfield）（拉赫）
- EFRN：蘭塔薩爾米機場（英语：Rantasalmi Airfield）（蘭塔薩爾米）
- EFRO：羅瓦涅米機場（羅瓦涅米）
- EFRU：拉努阿机场（英语：Ranua Airfield）（拉努阿）
- EFRV：基烏魯韋西機場（英语：Kiuruvesi Airfield）（基烏魯韋西）
- EFRY：雷于斯凯莱机场（英语：Räyskälä Airfield）（洛皮）
- EFSA：薩翁林納機場（薩翁林納）
- EFSE：塞倫佩機場（芬兰语：Selänpään lentokenttä）（科沃拉）
- EFSI：塞伊奈約基機場（塞伊奈約基）
- EFSO：索丹屈萊機場（索丹屈萊）
- EFTP：坦佩雷-皮尔卡拉机场（坦佩雷／皮爾卡拉）
- EFTS：特伊斯科机场（芬兰语：Teiskon lentokenttä）（坦佩雷）
- EFTU：圖爾庫機場（圖爾庫）
- EFUT：乌蒂机场（科沃拉）
- EFVA：瓦薩機場（瓦薩）
- EFVR：瓦爾考斯機場（瓦爾考斯／約羅伊寧）
- EFYL：上维耶斯卡机场（英语：Ylivieska Airfield）（上维耶斯卡）

## EG：英國
也可到分類頁面及列表作參考

- EGAA：貝爾法斯特國際機場（北愛爾蘭貝爾法斯特）
- EGAB：恩尼斯基林－聖安傑洛機場（北愛爾蘭恩尼斯基林）
- EGAC：喬治·貝斯特貝爾法斯特城市機場（北愛爾蘭貝爾法斯特）
- EGAD：紐敦納茲機場（北愛爾蘭紐敦納茲）
- EGAE：倫敦德里城市機場（北愛爾蘭倫敦德里）
- EGBB：伯明翰國際機場（英格蘭伯明翰）
- EGBC：切爾滕納姆賽馬場直升機場（英格蘭切爾滕納姆賽馬場）
- EGBD：德比機場（英格蘭德比）
- EGBE：高雲地利機場（英格蘭高雲地利）
- EGBG：萊斯特機場（英格蘭萊斯特）
- EGBJ：格洛斯特郡機場（英格蘭斯泰弗頓）
- EGBK：賽韋爾機場（英格蘭北安普敦）
- EGBM：塔特希爾機場（英格蘭塔特希爾）
- EGBN：諾丁漢機場（英格蘭諾丁漢）
- EGBO：伍爾弗漢普頓機場（英格蘭伍爾弗漢普頓）
- EGBP：肯布爾機場（英格蘭肯布爾）
- EGBS：Shobdon機場（英格蘭萊姆斯特）
- EGBT：特韋斯頓機場（英格蘭特韋斯頓）
- EGBV：銀石直升機場（英格蘭銀石）
- EGBW：韋爾斯芒福德機場（英格蘭韋爾斯）
- EGCB：曼徹斯特城市機場（英格蘭曼徹斯特）
- EGCC：曼徹斯特機場（英格蘭曼徹斯特）
- EGCD：伍德福德機場（英格蘭斯托克波特都市自治市）
- EGCF：桑德托夫特機場（英格蘭斯肯索普）
- EGCG：Strubby機場（英格蘭Strubby）
- EGCJ：謝爾本因埃爾梅特機場（英格蘭謝爾本因埃爾梅特）
- EGCK：卡那封機場（威爾斯卡那封）
- EGCL：芬蘭德機場（英格蘭斯伯丁）
- EGCN：羅賓漢機場（英格蘭南約克郡）
- EGCO：紹斯波特－伯克戴爾金沙機場（英格蘭紹斯波特）
- EGCR：克羅伊登機場（英格蘭倫敦）：(於1959年9月30日關閉)
- EGCS：Sturgate機場（英格蘭林肯）
- EGCV：Sleap機場（英格蘭什魯斯伯里）
- EGCW：威爾士浦機場（英格蘭威爾士浦）
- EGDC：奇維納皇家海軍陸戰隊基地（英格蘭布朗頓）
- EGDJ：帕文機場（英格蘭帕文）
- EGDL：萊納姆英國皇家空軍基地（英格蘭威爾特郡）
- EGDM：博斯庫姆向下機場（英格蘭埃姆斯伯里）
- EGDN：坎普瑟機場（英格蘭瑟）
- EGDO：Predannack機場（英格蘭馬利恩）
- EGDP：波特蘭直升機場（英格蘭波特蘭港）
- EGDR：卡德羅斯機場（英格蘭赫爾斯頓）
- EGDS：索爾茲伯里平原機場（英格蘭巴爾福德）
- EGDT：羅頓機場（英格蘭羅頓）
- EGDV：Hullavington機場（英格蘭Hullavington）
- EGDW：梅里菲爾德機場（英格蘭耶奧維爾）
- EGDX：聖森機場（威爾斯聖森）
- EGDY：Yeovilton機場（英格蘭耶奧維爾）
- EGEA：鴨巴甸－卡爾特直升機場（蘇格蘭鴨巴甸）
- EGEC：坎貝爾敦機場（蘇格蘭坎貝爾敦）
- EGED：愛迪機場（蘇格蘭愛迪）
- EGEF：費爾伊勒機場（蘇格蘭費爾伊勒）
- EGEH：沃爾賽機場（蘇格蘭沃爾賽）
- EGEN：北羅納機場（蘇格蘭北羅納）
- EGEO：奧本機場（蘇格蘭奧本）
- EGEP：帕帕韋斯特雷機場（蘇格蘭帕帕韋斯特雷）
- EGER：斯特朗賽機場（蘇格蘭斯特朗賽）
- EGES：桑代機場（蘇格蘭桑代）
- EGET：Tingwall機場（蘇格蘭勒威克）
- EGEW：韋斯特雷機場（蘇格蘭韋斯特雷）
- EGFA：Aberporth機場（威爾斯Cardigan）
- EGFC：卡迪夫直升機場（威爾斯卡迪夫）
- EGFE：哈弗福德韋斯特機場（威爾斯哈弗福德韋斯特）
- EGFF：卡迪夫國際機場（威爾斯卡迪夫）
- EGFH：斯旺西機場（威爾斯斯旺西）
- EGFP：彭布里機場（威爾斯彭布里）
- EGGD：布里斯托國際機場（英格蘭布里斯托）
- EGGP：利物浦約翰·列儂機場（英格蘭利物浦）
- EGGW：倫敦盧頓機場（英格蘭倫敦）
- EGHA：康普頓阿巴斯機場（英格蘭沙夫茨伯里）
- EGHB：梅波爾機場（英格蘭梅波爾）
- EGHC：蘭達斯恩德機場（英格蘭聖就在彭威斯）
- EGHD：普利茅斯城市機場（英格蘭普利茅斯）
- EGHE：聖瑪麗機場（英格蘭聖瑪麗）
- EGHG：耶奧維爾/韋斯特蘭機場（英格蘭耶奧維爾）
- EGHH：伯恩茅斯機場（英格蘭伯恩茅斯）
- EGHI：南安普敦機場（英格蘭南安普敦）
- EGHJ：本布里奇機場（英格蘭桑當）
- EGHK：彭贊斯機場（英格蘭彭贊斯）
- EGHL：拉舍姆機場（英格蘭貝辛斯托克）
- EGHN：懷特島/桑當機場（英格蘭桑當）
- EGHO：思拉克斯頓機場（英格蘭安多弗）
- EGHP：波法姆機場（英格蘭波法姆）
- EGHQ：紐基康沃爾機場（英格蘭康沃爾郡St Mawgan）
- EGHR：奇切斯特機場（英格蘭奇切斯特）
- EGHS：亨斯特里奇機場（英格蘭亨斯特里奇）
- EGHT：特里斯科直升機場（英格蘭特里斯科）
- EGHU：Eaglescott機場（英格蘭大托靈頓）
- EGHY：特魯羅機場（英格蘭特魯羅）
- EGJA：奧爾德尼島機場（海峽群島奧爾德尼島）
- EGJB：根西島機場（海峽群島根西島）
- EGJJ：澤西島機場（海峽群島澤西島）
- EGKA：肖勒姆由海機場（英格蘭肖勒姆）
- EGKB：倫敦比金希爾機場（英格蘭倫敦）
- EGKE：Challock機場（英格蘭Challock）
- EGKG：古德伍德賽馬場直升機場（英格蘭古德伍德賽馬場）
- EGKH：Lashenden/Headcorn機場（英格蘭梅德斯通）
- EGKK：倫敦格域機場（英格蘭倫敦）
- EGKR：紅山機場（英格蘭紅山）
- EGLA：博德明機場（英格蘭博德明）
- EGLC：倫敦城市機場（英格蘭倫敦）
- EGLD：德納姆機場（英格蘭哲拉茲交叉）
- EGLF：法恩伯勒機場（英格蘭法恩伯勒）
- EGLG：潘尚機場（英格蘭赫特福德）
- EGLJ：查爾格羅夫機場（英格蘭牛津）
- EGLK：Blackbushe機場（英格蘭坎伯利）
- EGLL：倫敦希斯路機場（英格蘭倫敦）
- EGLM：白沃爾瑟姆機場（英格蘭白沃爾瑟姆）
- EGLP：布林普頓機場（英格蘭巴克爾伯里）
- EGLS：舊塞勒姆機場（英格蘭索爾茲伯里）
- EGLT：雅士谷馬場直升機場（英格蘭雅士谷馬場）
- EGLW：倫敦直升機場（英格蘭倫敦）
- EGMA：福爾米爾機場（英格蘭劍橋）
- EGMC：倫敦紹森德機場（英格蘭紹森德）
- EGMD：倫敦阿什福德機場（英格蘭利德）
- EGMH：肯特國際機場（英格蘭坎特伯雷）
- EGMJ：小格蘭斯登機場（英格蘭St Neots）
- EGMK：利姆機場（英格蘭利姆）
- EGML：Damyns Hall機場（英格蘭阿普敏斯特）
- EGMT：瑟羅克機場（英格蘭瑟羅克）
- EGNA：哈克納爾機場（英格蘭諾丁漢）
- EGNB：布拉夫機場（英格蘭布拉夫）
- EGNC：卡萊爾機場（英格蘭卡萊爾市）
- EGNE：加姆斯頓機場（英格蘭雷特福德）
- EGNH：黑池國際機場（英格蘭黑池）
- EGNJ：亨伯賽德機場（英格蘭赫爾河畔京士頓）
- EGNM：巴羅/沃爾尼島機場（英格蘭巴羅）
- EGNO：沃頓機場（英格蘭普雷斯頓）
- EGNR：哈登機場（英格蘭車士打）
- EGNS：萌島機場（英格蘭萌島）
- EGNT：紐卡素機場（英格蘭泰恩河畔紐卡素）
- EGNU：薩頓機場（英格蘭約克）
- EGNV：達勒姆－蒂斯河谷機場（英格蘭蒂斯河谷）
- EGNW：威克機場（英格蘭林肯）
- EGNX：諾丁漢－東米德蘭茲機場（英格蘭東米德蘭茲）
- EGNY：貝弗利/林利山機場（英格蘭貝弗利）
- EGOD：蘭貝德機場（威爾士蘭貝德）
- EGOE：特恩希爾皇家空軍基地（英格蘭特恩希爾）
- EGOQ：莫納皇家空軍基地（威爾士安格爾西島）
- EGOS：肖伯里皇家空軍基地（英格蘭肖伯里）
- EGOV：瓦利皇家空軍基地／安格爾西機場（威爾士安格爾西島）
- EGOW：伍德韋爾皇家空軍基地（英格蘭福姆比）
- EGPA：柯克沃爾機場（蘇格蘭柯克沃爾）
- EGPB：薩堡機場（蘇格蘭昔德蘭群島）
- EGPC：威克機場（蘇格蘭威克）
- EGPD：亞伯丁機場（蘇格蘭亞伯丁）
- EGPE：恩華尼斯機場（蘇格蘭恩華尼斯）
- EGPF：格拉斯哥國際機場（蘇格蘭格拉斯哥）
- EGPG：坎伯諾爾德機場（蘇格蘭坎伯諾爾德）
- EGPH：愛丁堡機場（蘇格蘭愛丁堡）
- EGPI：艾拉島機場（蘇格蘭艾拉島）
- EGPJ：Fife機場（蘇格蘭格倫羅西斯）
- EGPK：格拉斯哥普雷斯蒂克國際機場（蘇格蘭格拉斯哥）
- EGPL：本貝丘拉島機場（蘇格蘭本貝丘拉島）
- EGPM：斯卡茨塔機場（蘇格蘭勒威克）
- EGPN：鄧迪機場（蘇格蘭鄧迪）
- EGPO：斯托諾威機場（蘇格蘭斯托諾威）
- EGPR：巴拉島機場（蘇格蘭巴拉島）
- EGPT：珀斯機場（蘇格蘭珀斯）
- EGPU：提利機場（蘇格蘭提利）
- EGQK：金洛斯皇家空軍基地（蘇格蘭金洛斯）
- EGQM：博爾默皇家空軍基地（蘇格蘭阿尼克）
- EGQS：洛西茅斯皇家空軍基地（蘇格蘭洛西茅斯）
- EGSA：希普德姆機場（英格蘭希普德姆）
- EGSB：貝德福德－卡斯爾米爾機場（英格蘭貝德福德）
- EGSC：劍橋機場（英格蘭劍橋）
- EGSD：大雅茅斯－北德納機場（英格蘭大雅茅斯）
- EGSF：彼得伯勒商業機場（英格蘭彼得伯勒）
- EGSG：斯泰普爾機場（英格蘭羅姆福德）
- EGSH：諾域治國際機場（英格蘭諾域治）
- EGSJ：Seething機場（英格蘭諾域治）
- EGSK：Hethel機場（英格蘭Hethel）
- EGSL：Andrewsfield機場（英格蘭布倫特里）
- EGSM：貝克爾斯機場（英格蘭貝克爾斯）
- EGSN：畛域機場（英格蘭劍橋）
- EGSO：克羅菲爾德機場（英格蘭伊普斯威奇）
- EGSP：彼得伯勒/錫布森機場（英格蘭彼得伯勒）
- EGSQ：克拉克頓機場（英格蘭克拉克頓）
- EGSR：厄爾斯科恩機場（英语：Earls Colne Airfield）（英格蘭霍爾斯特德）
- EGSS：倫敦斯坦斯特德機場（英格蘭倫敦）
- EGST：埃爾姆西特機場（英格蘭伊普斯威奇）
- EGSU：達克斯福德機場（英格蘭劍橋）
- EGSV：舊巴克納姆機場（英格蘭諾域治）
- EGSX：北威爾德機場（英格蘭北威爾德）
- EGSY：設菲爾德城市機場（英格蘭谢菲尔德）
- EGTB：懷科姆航空公園／布克機場（英格蘭海威科姆）
- EGTC：克蘭菲爾德機場（英格蘭克蘭菲爾德）
- EGTD：敦斯福德機場（英格蘭敦斯福德）
- EGTE：埃克塞特國際機場（英格蘭埃克塞特）
- EGTF：費爾奧克斯機場（英格蘭喬布漢姆）
- EGTG：Filton機場（英格蘭Filton）
- EGTK：牛津機場（英格蘭牛津）
- EGTN：恩斯通機場（英格蘭恩斯通）
- EGTO：羅切斯特機場（英格蘭羅切斯特）
- EGTP：佩倫波斯機場（英格蘭佩倫波斯）
- EGTR：埃爾斯特里機場（英格蘭屈福）
- EGTU：伊爾明斯特機場（英格蘭埃克塞特）
- EGTW：奧克西公園機場（英格蘭奧克西）
- EGUB：本森皇家空軍基地（英语：RAF Benson）（英格蘭本森）
- EGUD：阿賓登皇家空軍基地（英格蘭阿賓登）
- EGUL：雷肯希斯皇家空军基地（英格蘭萊肯希斯）
- EGUN：米登霍爾皇家空軍基地（英格蘭米登霍爾）
- EGUO：科恩皇家空軍基地（英格蘭科恩）
- EGUW：沃蒂舍姆皇家空軍基地（英语：RAF Wattisham）（英格蘭斯托馬克特）
- EGUY：威頓皇家空軍基地（英格蘭聖艾夫斯）
- EGVA：費爾福德皇家空軍基地（英语：RAF Fairford）（英格蘭費爾福德）
- EGVN：布萊茲諾頓皇家空軍基地（英格蘭卡特頓（英语：Carterton, Oxfordshire））
- EGVO：奧迪厄姆皇家空軍基地（英格蘭奧迪厄姆）
- EGVP：中旺洛皇家空軍基地（英格蘭安多弗）
- EGWC：科斯福德皇家空軍基地（英格蘭奧爾布賴頓）
- EGWE：亨洛皇家空軍基地（英格蘭亨洛）
- EGWN：霍爾頓皇家空軍基地（英格蘭霍爾頓）
- EGWU：諾霍特皇家空軍基地（英格蘭賴斯利普）
- EGXC：科寧斯比皇家空軍基地（英格蘭科寧斯比）
- EGXD：迪什福斯皇家空軍基地（英格蘭北約克郡）
- EGXE：利明皇家空軍基地（英格蘭利明）
- EGXG：丘奇芬皇家空軍基地（英格蘭丘奇芬）
- EGXH：霍寧皇家空軍基地（英格蘭塞特福德）
- EGXP：斯坎普頓皇家空軍基地（英格蘭斯坎普頓）
- EGXT：威特靈皇家空軍基地（英格蘭斯坦福）
- EGXU：林頓發表烏斯皇家空軍基地（英格蘭林頓發表烏斯）
- EGXW：沃丁頓皇家空軍基地（英格蘭沃丁頓）
- EGXY：斯耶斯頓皇家空軍基地（英格蘭紐瓦克河畔斯托克）
- EGXZ：托普克利夫皇家空軍基地（英格蘭托普克利夫）
- EGYC：科爾蒂肖爾皇家空軍基地（英格蘭諾域治）
- EGYD：克蘭韋爾皇家空軍基地（英格蘭克蘭韋爾）
- EGYE：巴克斯頓希思皇家空軍基地（英格蘭格蘭瑟姆）
- EGYM：馬厄姆皇家空軍基地（英语：RAF Marham）（英格蘭馬厄姆）
- EGYP：快活嶺皇家空軍基地（英语：RAF Mount Pleasant）（福克蘭群島）

## EH：荷蘭
也可到分類頁面及列表作參考

- EHAM：史基浦機場（阿姆斯特丹哈勒默梅爾）
- EHBD：比德爾機場（韋爾特）
- EHDB：荷蘭皇家氣象研究所機場（德比爾特）
- EHBK：馬斯特里赫特－亞琛機場（馬斯特里赫特）
- EHDL：代倫空軍基地（代倫）
- EHDP：德佩爾機場（Venray）
- EHDR：德拉赫滕機場（德拉赫滕）
- EHEH：燕豪芬機場（燕豪芬）
- EHGG：埃爾德－格羅寧根機場（埃爾德）
- EHGR：希爾澤/賴恩空軍基地（希爾澤/賴恩）
- EHHO：霍赫芬機場（霍赫芬）
- EHHV：希佛薩姆機場（希佛薩姆）
- EHKD：De Kooy機場（登海爾德）
- EHVK：沃爾克爾空軍基地（烏登）
- EHLE：萊利斯塔德機場（萊利斯塔德）
- EHLW：呂伐登空軍基地（呂伐登）
- EHMC：Nieuw-Millingen機場（Nieuw-Millingen）
- EHMZ：米德爾堡/西蘭機場（米德爾堡／西蘭省）
- EHOW：Oostwold機場（斯海姆達）
- EHRD：鹿特丹－海牙機場（鹿特丹）
- EHSB：蘇斯特貝赫空軍基地（蘇斯特貝赫）
- EHSE：Seppe機場（胡芬）
- EHST：斯塔茨卡納爾機場（斯塔茨卡納爾）
- EHTE：特赫國際機場（代芬特爾）
- EHTL：Terlet機場（Terlet）
- EHTW：恩斯赫德－特文特機場（恩斯赫德）
- EHTX：泰瑟爾國際機場（泰瑟尔）
- EHVB：法尔肯堡空軍基地（法尔肯堡）
- EHWO：翁斯德雷赫特空軍基地（翁斯德雷赫特）
- EHYP：伊彭堡空軍基地（海牙）-(已於1991年關閉)

## EI：愛爾蘭
也可到分類頁面及列表作參考

- EIAB：Abbeyshrule機場（朗福德郡Abbeyshrule）
- EIBN：班特里機場（科克郡班特里）
- EIBR：伯爾機場（奧法利郡伯爾）
- EICA：康尼馬拉地區機場（康尼馬拉Inverin）
- EICK：科克國際機場（科克郡科克）
- EICL：Clonbollogue機場（奧法利郡Clonbollogue）
- EICM：高威機場（戈爾韋郡卡內莫爾）
- EICN：Coonagh機場（利默里克郡利默里克）
- EIDL：多尼戈爾郡機場（多尼戈爾郡Carrickfinn）
- EIDW：都柏林機場（都柏林）
- EIIM：伊尼什莫爾機場（戈爾韋郡基爾羅南）
- EIKL：基爾肯尼機場（基爾肯尼郡基爾肯尼）
- EIKN：愛爾蘭西機場（梅奧郡（Knock）
- EIKY：凱里機場（凱里郡法倫福爾）
- EIME：Casement機場（Baldonnel）
- EIMG：莫尼高爾機場（奧法利郡莫尼高爾）
- EIMH：阿斯博伊機場（米斯郡阿斯博伊）
- EIMY：莫因機場（蒂珀雷里郡瑟勒斯）
- EINN：香農機場（克萊爾郡香農）
- EIRT：拉斯庫爾機場（科克郡拉斯庫爾）
- EISG：斯萊戈機場（斯特蘭德）接近斯萊戈）
- EIWF：沃特福德機場（芒斯特郡沃特福德）
- EIWT：韋斯頓機場（基爾代爾郡萊克利普）

## EK：丹麥及法羅群島

### 丹麥
也可到分類頁面及列表作參考

- EKAH：奧胡斯機場（奧胡斯）
- EKBI：比隆機場（比隆）
- EKCH：哥本哈根機場（哥本哈根）
- EKEB：埃斯比約機場（埃斯比約）
- EKHG：海寧機場（海寧）
- EKKA：卡魯普機場（卡魯普）
- EKMB：洛蘭島機場（洛蘭島法爾斯特島馬里博）
- EKOD：歐登塞機場（歐登塞）
- EKRK：羅斯基勒機場（羅斯基勒）
- EKRN：博恩霍爾姆機場（羅訥）
- EKSB：Sønderborg機場（Sønderborg）
- EKSN：辛代爾機場（辛代爾）
- EKSP：斯克呂斯楚普機場（沃延斯）
- EKSV：Skive機場（Skive）
- EKTS：齊斯泰茲機場（齊斯泰茲）
- EKVH：Vesthimmerland機場（阿爾斯）
- EKVD：瓦姆德魯普機場（科爾丁）
- EKVJ：Stauning Vestjylland機場（斯凱恩）
- EKYT：奧爾堡機場（奧爾堡）

### 法羅群島
也可到分類頁面及列表作參考

- EKVG：沃加爾機場（法羅群島）
- EKFA：Froðba直昇機場（法羅群島）
- EKKV：克拉克斯維克直昇機場（法羅群島）
- EKMS：米基內斯直昇機場（法羅群島）
- EKSY：Skúvoy直昇機場（法羅群島）
- EKSR：斯道門島直昇機場（法羅群島）
- EKSO：斯維諾伊直昇機場（法羅群島）
- EKTB：Tórshavn/Bodanes直昇機場（法羅群島）

## EL：盧森堡
也可到分類頁面及列表作參考

- ELLX：盧森堡－芬德爾國際機場（盧森堡）
- ELNT：Noertrange機場（盧森堡）

## EN：挪威
也可到分類頁面及列表作參考

- ENAL：奧勒松機場（默勒-魯姆斯達爾郡奧勒松）
- ENAN：安島機場（諾爾蘭郡安德內斯）
- ENAS：新奧爾松機場（斯匹茲卑爾根群島新奧爾松）
- ENAT：阿爾塔機場（芬馬克郡阿爾塔）
- ENBJ：熊島機場（北極地區）
- ENBL：弗勒機場（松恩-菲尤拉訥郡弗勒）
- ENBM：佛斯機場（霍達蘭郡佛斯）
- ENBN：布倫訥於松場（諾爾蘭郡布倫訥於松）
- ENBO：博德機場（諾爾蘭郡博德）
- ENBR：卑爾根機場（霍達蘭郡卑爾根）
- ENBS：博茨菲尤爾機場（芬馬克郡博茨菲尤爾）
- ENBV：貝勒沃格機場（芬馬克郡貝勒沃格）
- ENCN：克里斯蒂安桑機場（西阿格德爾郡克里斯蒂安桑）
- ENDI：耶盧機場（布斯克呂郡耶盧）
- ENDR：Draugen油田（挪威海）
- ENDU：巴杜福斯機場（特羅姆斯郡巴杜福斯）
- ENEG：赫訥福斯機場（布斯克呂郡赫訥福斯）
- ENEV：哈爾斯塔/納爾維克機場（諾爾蘭郡埃沃內斯）
- ENFB：Fornebu機場（阿克什胡斯郡奧斯陸）-已關閉
- ENFG：法格內斯機場（奧普蘭郡法格內斯）
- ENFL：弗洛羅機場（松恩-菲尤拉訥郡弗洛羅）
- ENFR：弗麗嘉油田（北海）
- ENGA：Gullfaks A（北海Gullfaks油田）
- ENGC：Gullfaks C（北海Gullfaks油田）
- ENGM：奧斯陸加勒穆恩機場（阿克什胡斯郡奧斯陸）
- ENHA：哈馬爾機場（海德馬克郡哈馬爾）
- ENHD：海於格松機場（羅加蘭郡海於格松）
- ENHE：海德倫油田（北海）
- ENHF：亨墨菲斯機場（芬馬克郡亨墨菲斯）
- ENHK：哈斯維克機場（芬馬克郡哈斯維克）
- ENHN：埃爾沃呂姆機場（海德馬克郡埃爾沃呂姆）
- ENHS：霍克松機場（布斯克呂郡霍克松）
- ENHV：洪宁斯沃格瓦兰机场（英语：Honningsvåg Airport, Valan）（芬馬克郡洪寧斯沃格）
- ENJA：揚馬延島機場（揚馬延島）
- ENJB：滕斯貝格機場（西福爾郡滕斯貝格）
- ENKB：克里斯蒂安松機場（默勒-魯姆斯達爾郡克里斯蒂安松）
- ENKJ：Kjeller機場（阿克什胡斯郡Kjeller）
- ENKR：希爾克內斯機場（芬馬克郡希爾克內斯）
- ENLI：法爾松機場（西阿格德爾郡法爾松）
- ENLK：萊克內斯機場（諾爾蘭郡萊克內斯）
- ENMH：梅港機場（芬馬克郡梅港）
- ENML：莫爾德機場（默勒-魯姆斯達爾郡莫爾德）
- ENMS：莫舍恩機場（諾爾蘭郡莫舍恩）
- ENNA：拉克塞爾夫機場（芬馬克郡拉克塞爾夫）
- ENNK：納爾維克機場（諾爾蘭郡納爾維克）
- ENNM：納姆索斯機場（北特倫德拉格郡納姆索斯）
- ENNO：諾托登機場（泰勒馬克郡諾托登）
- ENOA：Oseberg A（北海Oseberg油田）
- ENOL：奧蘭空軍基地（南特倫德拉格郡奧蘭）
- ENOP：奧普達爾機場（南特倫德拉格郡奧普達爾）
- ENOV：Ørsta－Volda機場（默勒-魯姆斯達爾郡Ørsta／沃爾達）
- ENRA：摩城機場（諾爾蘭郡摩城）
- ENRI：靈厄比機場（奧普蘭郡靈厄比）
- ENRK：Rakkestad機場（東福爾郡Rakkestad）
- ENRM：勒爾維克機場（北特倫德拉格郡勒爾維克）
- ENRO：勒羅斯機場（南特倫德拉格郡勒羅斯）
- ENRS：羅斯特機場（諾爾蘭郡羅斯特）
- ENRV：Reinsvoll機場（奧普蘭郡Reinsvoll）
- ENRY：莫斯機場／Rygge空軍基地（Rygge）
- ENSA：斯維亞機場（斯匹茲卑爾根群島斯韋阿格呂瓦）
- ENSB：斯匹茲卑爾根機場（斯匹茲卑爾根群島朗伊爾城）
- ENSD：桑納訥機場（松恩-菲尤拉訥郡桑納訥）
- ENSG：鬆達爾機場（松恩-菲尤拉訥郡鬆達爾）
- ENSH：斯沃爾韋爾機場（諾爾蘭郡斯沃爾韋爾）
- ENSK：斯托克馬克內斯機場（諾爾蘭郡斯托克馬克內斯）
- ENSN：希恩機場（泰勒馬克郡希恩）
- ENSO：斯圖爾機場（霍達蘭郡萊爾維克）
- ENSR：瑟休森機場（特羅姆斯郡北雷薩）
- ENSS：瓦爾德機場（芬馬克郡瓦爾德）
- ENST：桑內舍恩機場（諾爾蘭郡桑內舍恩）
- ENSU：孫達爾瑟拉機場（默勒-魯姆斯達爾郡孫達爾瑟拉）
- ENTC：特羅姆瑟機場（特羅姆斯郡特羅姆瑟）
- ENTO：桑讷菲尤尔机场（西福爾郡桑讷菲尤尔）
- ENUK：勒機場（布斯克呂郡勒）
- ENVA：斯徹達爾機場（北特倫德拉格郡斯徹達爾）
- ENVD：瓦瑟機場（芬馬克郡瓦瑟）
- ENVR：韋略直昇機場（諾爾蘭郡韋略）
- ENZV：斯塔萬格機場（羅加蘭郡斯塔萬格）

## EP：波蘭
也可到分類頁面及列表作參考

- EPBY：比得哥什－伊格納奇·揚·帕德雷夫斯基機場（比得哥什）
- EPGD：格但斯克－萊赫·華里沙機場（格但斯克）
- EPKK：克拉科夫－若望·保祿二世國際機場（克拉科夫）
- EPKT：卡托維茲國際機場（卡托維茲）
- EPLL：羅茲－瓦迪斯瓦夫·雷蒙特機場（羅茲）
- EPMO：莫德林機場（新德武爾佐維耶茨基）
- EPPO：波茲南機場（波茲南）
- EPRZ：熱舒夫機場（熱舒夫）
- EPSC：斯塞新機場（斯塞新）
- EPSY：什奇特諾－希曼厄機場（什奇特諾）
- EPWA：華沙弗里德里克·蕭邦機場（華沙）
- EPWR：弗羅茨瓦夫－哥白尼機場（弗羅茨瓦夫）
- EPZG：綠山城機場（綠山城）

## ES：瑞典
也可到分類頁面及列表作參考

- ESCF：Malmen空軍基地（林雪平）
- ESCF：Bråvalla空軍基地（北雪平）-已關閉
- ESCM：烏普薩拉機場（烏普薩拉）
- ESCN：圖林格機場（斯德哥爾摩）-已關閉
- ESDF：龍訥比機場（龍訥比）
- ESFA：Bokeberg機場（海斯勒霍爾姆）
- ESFH：Hasslösa空軍基地（Hasslösa）-已關閉
- ESFI：克尼斯靈厄空軍基地（克尼斯靈厄）-已關閉
- ESFJ：舍布空軍基地（舍布）
- ESFM：穆霍爾姆空軍基地（穆霍爾姆）-已關閉
- ESFQ：科斯塔空軍基地（科斯塔）-已關閉
- ESFR：拉達空軍基地（拉達）
- ESFS：山特維克機場（山特維克）
- ESFU：浦佐空軍基地（韋克舍）-已關閉
- ESFY：Byholma空軍基地（Byholma）
- ESGA：Backamo機場（烏德瓦拉）
- ESGC：奧勒山機場（奧勒山）
- ESGD：Bämmelshed機場（蒂達霍爾姆）
- ESGE：Viared機場（布羅斯）
- ESGF：Morup機場（法爾肯貝里）
- ESGG：哥德堡－蘭德維特機場（哥德堡）
- ESGH：海爾利永阿機場（海爾利永阿）
- ESGI：阿靈索斯機場（阿靈索斯）
- ESGJ：延雪平機場（延雪平）
- ESGK：法爾雪平機場（法爾雪平）
- ESGL：Lidköping－Hovby機場（利德雪平）
- ESGM：Öresten機場（Öresten）
- ESGN：Brännebrona機場（約特訥）
- ESGP：哥德堡市鎮機場（哥德堡）
- ESGR：舍夫德機場（舍夫德）
- ESGS：Näsinge機場（斯特倫斯塔德）
- ESGT：特羅爾海坦－維納什堡機場（特羅爾海坦／維納什堡）
- ESGU：Rörkärr機場（烏德瓦拉）
- ESGV：瓦爾貝里機場（瓦爾貝里）
- ESGY：塞夫勒機場（塞夫勒）
- ESIA：卡爾斯堡空軍基地（卡爾斯堡）
- ESIB：索特奈斯空軍基地（索特奈斯）
- ESKA：伊穆空軍基地（伊穆）
- ESKB：斯德哥爾摩－巴爾卡比機場（斯德哥爾摩）
- ESKC：Sundbro機場（Sundbro）
- ESKD：達拉－耶納機場（耶納）
- ESKG：Gryttjom機場（Gryttjom）
- ESKH：埃克斯海拉德機場（埃克斯海拉德）
- ESKK：卡爾斯庫加機場（卡爾斯庫加）
- ESKM：Mora-Siljan機場（Mora）
- ESKN：斯德哥爾摩－斯卡夫司塔機場（斯德哥爾摩／尼雪平）
- ESKO：蒙克福什機場（蒙克福什）
- ESKS：斯特蘭奈斯空軍基地（斯特蘭奈斯）-已關閉
- ESKT：蒂耶普機場（蒂耶普）
- ESKU：孫訥機場（孫訥）
- ESKV：阿爾維卡機場（阿爾維卡）
- ESKX：比約克維克空軍基地（比約克維克）-已關閉
- ESMA：埃馬布達機場（埃馬布達）
- ESMB：Borglanda機場（Borglanda）
- ESMC：Ränneslätt機場（埃克舍）
- ESMD：Vankiva機場（海斯勒霍爾姆）
- ESME：埃斯勒夫機場（埃斯勒夫市镇）
- ESMF：格胡爾特機場（格胡爾特）
- ESMG：Feringe機場（永比）
- ESMH：赫加奈斯機場（赫加奈斯）
- ESMI：Sövdeborg機場（Sövdeborg）
- ESMJ：科格勒德機場（科格勒德）
- ESMK：克里斯蒂安斯塔德機場（克里斯蒂安斯塔德）
- ESML：蘭斯克魯納機場（蘭斯克魯納）
- ESMN：隆德機場（隆德）
- ESMO：奧斯卡港機場（奧斯卡港）
- ESMP：安德什托普機場（安德什托普）
- ESMQ：卡爾馬機場（卡爾馬）
- ESMR：特雷勒堡機場（特雷勒堡）
- ESMS：馬爾默機場（馬爾默）
- ESMT：哈爾姆斯塔德機場（哈爾姆斯塔德）
- ESMU：默克恩機場（艾爾姆胡爾特）
- ESMV：Hagshult空軍基地（Hagshult）
- ESMW：廷斯呂德機場（廷斯呂德）-已關閉
- ESMX：韋克舍機場（韋克舍）
- ESMY：斯莫蘭斯泰納機場（斯莫蘭斯泰納）
- ESMZ：奧蘭達機場（奧蘭達）
- ESNA：哈爾維肯機場（哈爾維肯）
- ESNB：索萊夫特奧機場（索萊夫特奧）
- ESNC：Hedlanda機場（合德）
- ESND：斯韋格機場（斯韋格）
- ESNE：上卡利克斯機場（上卡利克斯）
- ESNF：費里拉空軍基地（費里拉）
- ESNG：耶利瓦勒機場（耶利瓦勒）
- ESNH：胡迪克斯瓦爾機場（胡迪克斯瓦爾）
- ESNI：庫伯空軍基地（庫伯）-已關閉
- ESNJ：約克莫克空軍基地（約克莫克）
- ESNK：克拉姆福什－索萊夫特奧機場（克拉姆福什／索萊夫特奧）
- ESNL：呂克瑟勒機場（呂克瑟勒）
- ESNM：Optand機場（Optand）
- ESNN：松茲瓦爾－海訥桑德機場（松茲瓦爾／海訥桑德）
- ESNO：恩舍爾茲維克機場（恩舍爾茲維克）
- ESNP：皮特歐機場（皮特歐）
- ESNQ：基律納機場（基律納）
- ESNR：烏沙機場（烏沙）
- ESNS：謝萊夫特奧機場（謝萊夫特奧）
- ESNT：賽特納空軍基地（賽特納）-已關閉
- ESNU：於默奧機場（於默奧）
- ESNV：威廉敏娜機場（威廉敏娜）
- ESNX：阿爾維斯堯爾機場（阿爾維斯堯爾）
- ESNY：瑟德港機場（瑟德港）
- ESNZ：厄斯特松德機場（厄斯特松德）
- ESOE：厄勒布魯機場（厄勒布魯）
- ESOH：哈福斯機場（哈福斯）
- ESOK：卡爾斯塔德機場（卡爾斯塔德）
- ESOL：Lemstanäs機場（斯托維克）
- ESOW：斯德哥爾摩－韋斯特羅斯機場（斯德哥爾摩／韋斯特羅斯）
- ESPA：呂勒奧機場（呂勒奧）
- ESPE：Vidsel空軍基地（Vidsel）
- ESPG：博登空軍基地（博登）-已關閉
- ESPJ：赫登空軍基地（赫登）-已關閉
- ESQO：阿爾博加機場（阿爾博加）
- ESQP：柏加機場（柏加）-已關閉
- ESSA：斯德哥爾摩－阿蘭達機場（斯德哥爾摩）
- ESSB：斯德哥爾摩－布羅馬機場（斯德哥爾摩）
- ESSC：埃克比機場（埃斯基爾斯蒂納）
- ESSD：博倫厄機場（博倫厄）
- ESSE：Skå-Edeby機場（斯德哥爾摩）
- ESSF：胡爾茨弗雷德－維默比機場（胡爾茨弗雷德／維默比）
- ESSG：盧德維卡機場（盧德維卡）
- ESSH：拉克索機場（拉克索）
- ESSI：維辛瑟機場（維辛瑟）
- ESSK：耶夫勒－桑德維肯機場（耶夫勒／桑德維肯）
- ESSL：林雪坪城市機場（林雪坪）
- ESSM：Brattforsheden機場（Brattforsheden）
- ESSN：諾爾泰利耶機場（諾爾泰利耶）
- ESSP：孔森恩機場（北雪平）
- ESST：圖什比機場（圖什比）
- ESSU：埃斯基爾斯蒂納機場（埃斯基爾斯蒂納）
- ESSV：維斯比機場（維斯比）
- ESSW：韋斯特維克機場（韋斯特維克）
- ESSX：Johannisberg機場（韋斯特羅斯）
- ESSZ：Vängsö機場（Vängsö）
- ESTA：恩厄爾霍爾姆－赫爾辛堡機場（恩厄爾霍爾姆／赫爾辛堡）
- ESTF：Fjällbacka機場（Fjällbacka）
- ESTG：Grönhögen機場（Grönhögen）
- ESTL：永比海德機場（永比海德）
- ESTO：圖默利拉機場（圖默利拉）
- ESTT：韋靈厄機場（韋靈厄）
- ESUA：奧姆瑟勒機場（奧姆瑟勒）-已關閉
- ESUB：阿布拉機場（阿布拉）
- ESUD：斯圖呂曼機場（斯圖呂曼）
- ESUE：伊德勒機場（伊德勒）
- ESUF：費爾福什空軍基地（費爾福什）-已關閉
- ESUG：Gargnäs機場（Gargnäs）
- ESUH：邁倫機場（海訥桑德）
- ESUI：梅蘭塞爾機場（梅蘭塞爾）
- ESUJ：Tälje機場（翁厄）
- ESUK：卡利克斯福什空軍基地（卡利克斯福什）
- ESUL：斯達爾機場（斯達爾）
- ESUM：Mohed機場（Mohed）
- ESUO：奧維肯機場（奧維肯）
- ESUP：帕亞拉機場（帕亞拉）
- ESUR：拉姆瑟勒機場（拉姆瑟勒）
- ESUS：奧瑟勒機場（奧瑟勒）
- ESUT：Hemavan機場（Hemavan）
- ESUV：艾爾夫斯賓機場（艾爾夫斯賓）
- ESUY：埃斯賓機場（埃斯賓）
- ESVA：阿沃斯塔機場（阿沃斯塔市镇）
- ESVB：邦吉機場（邦吉）
- ESVG：岡內夫機場（岡內夫）
- ESVH：海勒福什機場（海勒福什）
- ESVK：卡特琳娜霍爾姆機場（卡特琳娜霍爾姆）
- ESVM：Skinnlanda機場（馬隆）
- ESVQ：雪平機場（雪平市镇）
- ESVS：錫利揚斯奈斯機場（錫利揚斯奈斯）

## EV：拉脫維亞
也可到分類頁面及列表作參考

- EVAD：阿達日機場（阿達日）
- EVDA：陶格夫匹爾斯國際機場（陶格夫匹爾斯）
- EVEA：葉爾加瓦空軍基地（葉爾加瓦）
- EVFA：瓦伊尼奧代空軍基地（瓦伊尼奧代）
- EVGA：利耶爾瓦爾代空軍基地（利耶爾瓦爾代）
- EVKA：葉卡布皮爾斯空軍基地（葉卡布皮爾斯）
- EVLA：利耶帕亞國際機場（利耶帕亞）
- EVRA：里加國際機場（里加）
- EVRC：倫布拉森林空軍基地（里加）
- EVRS：斯皮爾韋機場（里加）
- EVTA：圖庫姆斯空軍基地（圖庫姆斯）
- EVVA：文茨皮爾斯國際機場（文茨皮爾斯）

## EY：立陶宛
也可到分類頁面及列表作參考

- EYAL：阿利圖斯機場（阿利圖斯）
- EYBI：Biržai機場（Biržai）
- EYJB：尤爾巴爾卡斯機場（尤爾巴爾卡斯）
- EYKA：考那斯國際機場（考那斯）
- EYKD：克代尼艾機場（克代尼艾）
- EYKG：考那斯－Gamykla機場（考那斯）
- EYKL：克萊佩達機場（克萊佩達）
- EYKR：卡茲盧魯達機場（卡茲盧魯達）-軍用機場
- EYKS：達留斯和吉列納斯機場（考那斯）
- EYKT：Kartena機場（Kartena）
- EYMA：Tirkšliai機場（Tirkšliai）
- EYMM：Sasnava機場（Sasnava）
- EYNA：阿克梅涅機場（阿克梅涅）
- EYND：奈達機場（奈達）
- EYNE：Nemirseta機場（Nemirseta）
- EYPA：帕蘭加國際機場（帕蘭加）
- EYPI：帕內韋日斯/伊斯特拉機場（帕內韋日斯）
- EYPK：Pikeliškės機場（Pikeliškės）
- EYPN：帕內韋日斯機場（帕內韋日斯）
- EYPP：Pajuostis機場（Pajuostis）-軍用機場
- EYPR：波秋奈機場（波秋奈）
- EYRK：羅基什基斯機場（羅基什基斯）
- EYRU：Rukla機場（約納瓦）
- EYSA：希奧利艾國際機場（希奧利艾）-民/軍用機場
- EYSB：Barysiai機場（Barysiai）-民/軍用機場
- EYSE：謝杜瓦機場（謝杜瓦）
- EYSI：錫盧泰機場（錫盧泰）-軍用機場
- EYTL：泰爾希艾機場（泰爾希艾）
- EYUT：歐蒂娜機場（歐蒂娜）
- EYVA：維爾紐斯空軍基地（維爾紐斯）-(MOT/CAD)
- EYVC：維爾紐斯空軍基地（維爾紐斯）-(ACC/FIC/COM/RCC)
- EYVI：維爾紐斯國際機場（維爾紐斯）
- EYVK：Kyviškės機場（Kyviškės）-軍用機場
- EYVL：維爾紐斯空軍基地（維爾紐斯）-(FIR)
- EYVN：維爾紐斯空軍基地（維爾紐斯）-(NOF/AIS)
- EYVP：Paluknys機場（Paluknys）
- EYZA：扎拉賽機場（扎拉賽）
- EYZE：Žekiškės機場（Žekiškės）